# Pauline Klaiber-Gottschau
Pauline Louise Karoline Klaiber-Gottschau, född 30 oktober 1855 i byn Frauenzimmern i Württemberg, död 30 september 1944 i Stuttgart, var en tysk skönlitterär översättare.
Hon föddes som en av fem döttrar till den evangeliske prästen och sedermera dekanen Karl Friedrich Klaiber-Gottschau (1817-1893) och Pauline Arnold (1820-1870). Mellan åren 1901 och 1914 var hon verksam som tolk i svenska i Württemberg. År 1918 ingick hon äktenskap med professor Max Gottschau (1849-1923).
Hon översatte från engelska, franska, svenska, norska och danska, men några verk översatta från de två förstnämnda språken har inte bevarats. Bland de nordiska författare vars texter hon översatte märks John Paulsen, Hans Christian Andersen, Martin Andersen Nexø, Knut Hamsun, August Strindberg, Ingeborg Maria Sick och Selma Lagerlöf. Av den sistnämnda översatte Klaiber-Gottschau sammanlagt 18 romaner,  däribland Nils Holgerssons underbara resa genom Sverige, som vann stor popularitet i Tyskland.